# Punta Pariñas
Punta Pariñas o Punta Balcones es el punto extremo más occidental de la masa continental de América del Sur. Se ubica al sur del pueblo de Negritos en Perú, en el distrito de La Brea, provincia de Talara, Región Piura. En el lugar se ubica un faro y al sur del cabo existe una popular playa.
Se ubica a 12 km de la ciudad de Talara.